# Ruta de Francia
La Ruta de Francia fue una carrera ciclista por etapas amateur, disputada de 1951 a 1990. 
En su creación estaba considerada como un « pequeño Tour de Francia », disputada por corredores amateurs e independientes. Su recorrido estaba trazado en Auvergne, alrededor de Vichy, y subiendo el Puy de Dôme. Estaba organizada por el periódico Route et piste, dirigido por Jean Leulliot, quién organizaba también en aquella época la París-Niza y la Étoile des Espoirs.

## Palmarés
| Año  | Ganador               | Segundo                | Tercero            |
| ---- | --------------------- | ---------------------- | ------------------ |
| 1951 | Jacques Vivier        | Marcel Bon             | René Volet         |
| 1952 | Moïse-André Bernard   | Roger Julienne         | Jean Adriaensens   |
| 1953 | Louis Bares           | René Desmet            | Blaise Bertolotti  |
| 1954 | Nicolas Barone        | Orphée Meneghini       | Willem Vandenbosch |
| 1955 | René Genin            | Gérard Saint           | Pierre Beuffeuil   |
| 1956 | Raymond Mastrotto     | Marcel Queheille       | Michel Vermeulin   |
| 1957 | Raymond Mastrotto     | Michel Vermeulin       | Robert Roudaut     |
| 1958 | Guy Ignolin           | René Jousser           | Gérard Thiélin     |
| 1959 | Henri Duez            | Jean Bonifassi         | Gérard Bauman      |
| 1960 | Marc Huiart           | Jean-Claude Lebaube    | Jean-Claude Morio  |
| 1961 | Jean Jourdan          | Alban Cauvet           | Marcel Flochlay    |
| 1962 | Peter Crinnion        | André Grain            | Blaise Gallo       |
| 1963 | Lucien Aimar          | Georges Chappe         | Raymond Delisle    |
| 1964 | Christian Raymond     | Charles Rigon          | Désiré Letort      |
| 1965 | Charly Grosskost      | Jean Dumont (ciclista) | Maurice Izier      |
| 1966 | Paul Maes             | Derek Harrison         | Robert Bouloux     |
| 1967 | Derek Harrison        | René Grelin            | Daniel Samy        |
| 1968 | Jean Pinault          | Marcel Duchemin        | Mariano Martínez   |
| 1969 | Jean-Pierre Parenteau | Max Heuzebroc          | Joël Millard       |
| 1970 | Régis Ovion           | Paul Ravel             | Pierre Rivory      |
| 1971 | Régis Ovion           | Claude Aigueparses     | Michel Le Denmat   |
| 1972 | Jean-Pierre Guitard   | Daniel Leveau          | Patrice Testier    |
| 1973 | Bernard Bourreau      | Michel Charlier        | Michel Jacquier    |
| 1974 | Michel Laurent        | Bernard Hinault        | Bernard Vallet     |
| 1975 | Bernard Vallet        | Alain Meslet           | Bernard Quilfen    |
| 1976 | Michel Herbault       | Philippe Bodier        | Michel Zuccarelli  |
| 1977 | Loïc Gautier          | Jean-Pierre Bouteille  | Joë Gallopin       |
| 1978 | Didier Lebaud         | Graham Jones           | Michel Larpe       |
| 1979 | Robert Millar         | Régis Clère            | Loubé Blagojevic   |
| 1980 | Jérôme Simon          | Stephen Roche          | Pierre Le Bigault  |
| 1981 | Étienne Néant         | Fabien De Vooght       | Daniel André       |
| 1982 | Gilles Mas            | Pascal Trimaille       | Gilbert Lagarde    |
| 1983 | Robert Forest         | Michel Jean            | Bernard Faussurier |
| 1984 | Bruno Huger           | Ronan Pensec           | Serge Bodin        |
| 1985 | Jean Guérin           | Pascal Rouquette       | Philippe Goubin    |
| 1988 | Hervé Henriet         | Gérard Picard          | Nicolas Dubois     |
| 1989 | Marc Thévenin         | Franck Simon           | Jean-Luc Aulnette  |
| 1990 | Jean-Philippe Dojwa   | Pascal Berger          | Jean-Cyril Robin   |

## Palmarés por países
| País        | Victorias |
| ----------- | --------- |
| Francia     | 35        |
| Reino Unido | 2         |
| Irlanda     | 1         |